# الأمد البعيد

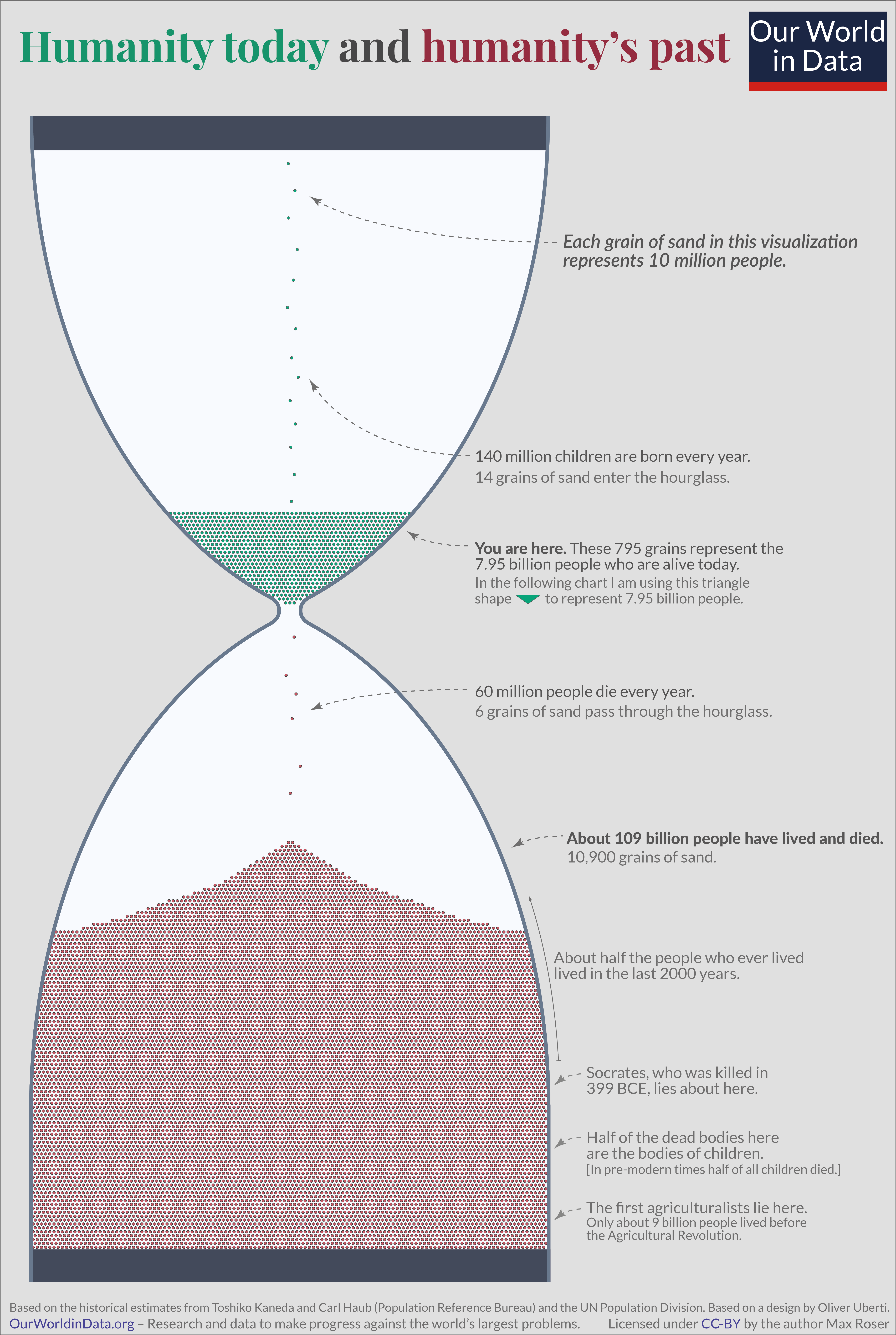
مقارنة عدد الأرواح البشرية بين الماضي والحاضر

إن مفهوم الأمد البعيد أو النظرة طويلة المدى هي وجهة النظر الأخلاقية التي ترى أن التأثير الإيجابي على المستقبل الطويل الأمد يشكل أولوية أساسية أخلاقية في عصرنا الحالي. وهو مفهوم مهم في نظرية الإيثار الفعال ودافع ومحرك أساسي للجهود التي تهدف إلى تقليل المخاطر الوجودية التي تهدد البشرية.
تم تلخيص الحجة الرئيسية لصالح الأمد البعيد على النحو التالي: " إن الأشخاص في المستقبل مهمون من الناحية الأخلاقية بقدر الأشخاص الأحياء اليوم، قد يكون هناك المزيد من الناس على قيد الحياة في المستقبل مقارنة بالحاضر أو الماضي؛ ويمكننا أن نؤثر بشكل إيجابي على حياة الشعوب في المستقبل."  وتشير هذه الأفكار الثلاث مجتمعة، بالنسبة لأولئك الذين يدافعون عن الأمد البعيد، إلى أن مسؤولية أولئك الذين يعيشون الآن هي ضمان بقاء الأجيال القادمة وازدهارها.

## التعريف
يعرّف الفيلسوف ويليام ماكاسكيل مفهوم الأمد البعيد بأنه "الرأي القائل بأن التأثير الإيجابي على المستقبل البعيد يشكل أولوية أخلاقية أساسية في عصرنا". يميزها عن النظرة طويلة الأمد القوية ، "الرأي القائل بأن التأثير الإيجابي على المستقبل البعيد هو الأولوية الأخلاقية الأساسية في عصرنا".
في كتابه الهاوية: المخاطر الوجودية ومستقبل البشرية ، يصف الفيلسوف توبي أورد الأمد البعيد على النحو التالي: "الأمد البعيد، يهتم بشكل خاص بتأثيرات أفعالنا على المستقبل البعيد. ويأخذ على محمل الجد حقيقة مفادها أن جيلنا ليس سوى صفحة واحدة في قصة أطول بكثير، وأن الدورالذي نلعبه و الأكثر أهمية قد يكون في كيفية تشكيل هذه القصة أو الفشل في تشكيلها من الأساس. إن العمل على حماية إمكانيات البشرية هو أحد السبل لتحقيق مثل هذا التأثير الدائم، وقد تكون هناك بالطبع طرق أخرى أيضًا.": يلاحظ أورد  بالإضافة إلى ذلك، أن "التطلعات طويلة الأجل تستمد قوتها من إعادة التوجيه الأخلاقي نحو المستقبل البعيد الذي تهدد المخاطر الوجودية بانعدامه أو إنعدام وجوده من الأساس".

## روابط خارجية
- Longtermism.com ، مقدمة عبر الإنترنت وتجميع الموارد حول longtermism
- الإنسان الأخير – لمحة عن المستقبل البعيد ، مقطع فيديو على يوتيوب من إنتاج Kurzgesagt يتناول أفكارًا طويلة المدى رئيسية